# Ütteroda
Ütteroda is een dorp in de Duitse gemeente Krauthausen in het Wartburgkreis in Thüringen. De oorspronkelijk zelfstandige gemeente werd in 1994 bij de gemeente Krauthausen gevoegd.